# Новое Чурашево
Но́вое Чура́шево (чув. Пучинке) — село в Ибресинском районе Чувашской республики, административный центр Новочурашевского сельского поселения.
Село основано примерно в 1563 году[уточнить].
Развит конный спорт — близ села проводится республиканский конно-спортивный турнир «Кони Камаева поля» (Новое Чурашево).

## Информация о селе
Село до 1873 года было деревней. В разное время называлось Чурашево, Чурашево Камаево-Поле тож, Ново-Чурашево. До 1917 года в разные годы входило в состав Чурашевской, Асановской и Хормалинской волостей Цивильского уезда Казанской губернии.
Село состоит из трех частей: Анаткас, Сенкас, Сехнеркас. Сами названия говорят, где они расположены. Анаткас – нижняя часть. Сенкас - новая часть села. Позже все они стали улицами. Сехнеркас - улицы вдоль речки Сехнер, вблизи рощи Сехнер кати. Анаткас и Сенкас были отдельными деревнями, назывались соответственно - Нижний околодок и Новое Чурашево. Когда две деревни сошлись, село стало называться Новое Чурашево.

## История
Про село Новое Чурашево профессор В.Д. Дмитриев пишет в своих книгах. «Починок, что на Камаевом поле», село Новое Чурашево (Пучинке) в XIX веке называлось Починок Камаево поле. Хотя предание считает, что Новое Чурашево переселилось из села Первое Чурашево Маринско-Посадского района, однако Починок был основан с территории Янтиковского района. Возможно, рядом с Починком Камаево поле переселенцами из Первого Чурашево Маринско-Посадского района была образована деревня Новое Чурашево, которая слилась с Починком.
О возникновении села Новое Чурашево исследователь В.А. Нестеров в своей книге «Над картой Чувашии» пишет «По-русски Починок (по-чувашски Пучинке) Новое Чурашево переселилось с берегов Волги».

## Население
Численность населения села 1493 человек.

## Знаменитости
- Алексеев, Георгий Андреевич